# Daewoo
Daewoo (кор. 대우/大宇) — одна з найбільших південнокорейських фінансово-промислових груп. Компанія була заснована 22 березня 1967 року під назвою «Daewoo Industrial». У 1999 році Daewoo була ліквідована південнокорейським урядом, але окремі підрозділи продовжили працювати, як відособлені підприємства, які увійшли до складу американського концерну General Motors. Найбільший з підрозділів — Daewoo International Corporation — було придбано конгломератом POSCO за 3,37 трильйони вон (2,8 мільярди доларів США) в 2010 році.
У 1992 році узбекистанською державною компанією «Узавтосаноат» і компанією Daewoo було створено компанію «УзДеу авто» для виробництва легкових автомобілів. У 2005 році «УзДеу авто» викупило частку корейської компанії виробництва в Узбекистані. Нині авто цієї марки не випускаються.

## Підрозділи
Компанія Daewoo займалася виробництвом електроніки, побутової техніки, автомобілів і зброї. До групи Daewoo входило близько 20 підрозділів, до розпаду вона була другим за величиною конгломератом в Кореї після Hyundai, більшим ніж LG Electronics і Samsung. Група Daewoo включала кілька головних корпорацій:
- Daewoo Electronics — міжнародний виробник електроніки (підгалузі Daewoo Electronic Components Co. Ltd, Daewoo Electric Motor Industries Ltd., Orion Electric Co. Ltd.)
- Daewoo International — найбільша корейська торгова компанія, з 2010 року — дочірнє підприємство POSCO
- Daewoo Heavy Industries (DHI) — важка промисловість
- Daewoo Shipbuilding & Marine Engineering — суднобудування і морська інженерія, нині — DSME, повторно увійшла в список на корейської фондовій біржі в 2001 році
- Daewoo Securities — страхування
- Daewoo Telecom — телекомунікації
- Daewoo Construction — будівництво (будувала магістралі, дамби і хмарочоси, особливо на Близькому Сході і в Африці)
- Daewoo Development Company — будівельна компанія, яка фінансується готівкою від групи Daewoo і створена для розвитку готелів (сім з них збудовані в Кореї, Китаї, В'єтнамі та Африці). Готелі спроєктувала дружина голови компанії. Найрозкішнішим був п'ятизірковий ханойський готель Daewoo (163 мільйони доларів США), збудований в 1996 році. Він має поле для гольфу і плавальний басейн, який вважається найбільшим в Азії.
- Daewoo Motor — виробництво автомобілів (підгалузь Daewoo Automotive Components Co. Ltd., Daewoo Bus Co., Ltd., Daewoo Commercial Vehicle Co. Ltd.).
- Daewoo Motor Sales — продаж автомобілів Daewoo. У Кореї продавалися також автомобілі GM і інші марки (підгалузі Architectural Iaan Div., SAA-Seoul Auto Auction).
- Daewoo Precision Industries
- Daewoo Textile Co. Ltd.
- IAE (Institute for Advanced Engineering) — комплексний центр дослідження і розробок.